# Iñigo de Guevara

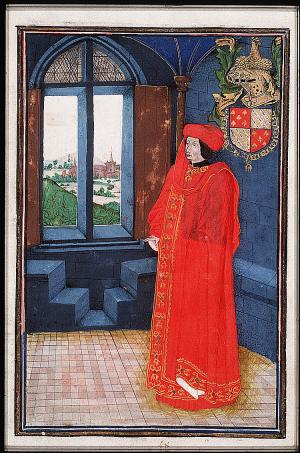
Iñigo de Guevara im Statutenbuch des Ordens (Den Haag, KB, 76 E 10, fol. 62v)

Iñigo de Guevara (* um 1418 in Kastilien; † 1462), Marchese del Vasto, Conte di Ariano, di Apice e di Potenza war ein baskischer Adliger, der ab seiner Jugendzeit im Dienst des Königs Alfons V. von Aragón in Süditalien lebte. In den Quellen und der Literatur wird er auch Juan de Guevara genannt.

## Leben
Er wurde um 1418 als ältester Sohn von Pedro Velez de Guevara, Señor de Oñate, und Constanza de Tovar in Kastilien geboren. Nach dem Tod seines Vaters heiratete seine Mutter in zweiter Ehe Ruy López Dávalos, den Konnetabel von Kastilien, der sich gegen König Alfons V. von Aragón stellte, unterlag, mit der Familie ins Exil ging und 1428 in Valencia starb.
Vermutlich nahm Iñigo de Guevara bereits an Alfons’ zweitem Sizilienfeldzug (1432) und dann auch (ab 1435) an den Kämpfen um das Königreich Neapel teil. Aufgrund seiner militärischen Leistungen wurde er mit den Besitzungen Francesco Sforzas und Micheletto Attendolos belehnt, die allerdings noch zu erobern waren.
In der Seeschlacht von Ponza (5. August 1435) geriet er ebenso wie der König in Gefangenschaft, die er bei Filippo Maria Visconti in Mailand verbrachte. Nach ihrer Freilassung war er im Februar 1436 wieder im Feld. 1438 gewann er die Schlacht von San Germano und schloss einen Waffenstillstand mit Francesco Sforza. Er wurde zum königlichen Majordomus ernannt und erhielt 1440 die Städte Ariano und Apice – auch diese mussten Sforza erst noch weggenommen werden, was ihm im Mai 1441 gelang. Auch in der Eroberung von Neapel (2. Juni 1442) und Entscheidungsschlacht von Carpenone (28. Juni 1442) spielte er eine bedeutende Rolle. Im Juli verhandelte er erneut mit Sforza, mit dem Ziel, diesen in die Dienste des Königs zu holen, und arrangierte dabei die Ehe zwischen Francescos Sohn und Alfons’ Tochter – was Alfons wiederum als Überschreitung seiner Befugnisse wertete und dann auch ablehnte. Jedoch scheint dies ohne negative Auswirkungen geblieben zu sein, da Guevara kurz darauf den Titel eines Grafen von Ariano und im November 1442 den eines Grafen von Potenza erhielt. 1444 wurde er zum Marchese del Vasto ernannt.
1445 kämpfte er wieder gegen Sforza. Ab 1446 nahm er an Alfons’ Toskana-Feldzug teil, von dem er im März 1447 als Vertreter des Königs nach Rom zur Krönung des Papstes Nikolaus V. gesandt wurde. Am 10. September 1448 war er bei dem vergeblichen Versuch dabei, Piombino zu erobern. Am 26. Dezember wurde ihm das Amt des Großseneschalls anvertraut, eines der sieben Großämter des Königreichs.
1451 wurde Iñigo de Guevara in den Orden vom Goldenen Vlies aufgenommen. Hintergrund der Aufnahme war die Absicht des Herzogs Philipp der Gute von Burgund, einen Kreuzzug zu organisieren; um die Unterstützung von Alfons V. für dieses Unternehmen zu gewinnen, hatte er ihn 1445 in den Orden aufgenommen und nun sechs Jahre später zwei von seinen wichtigsten Beratern (der andere war Pedro de Cardona, Graf von Collesano). Die Übergabe der Ordenskette erfolgte durch Jean le Fèvre, Seigneur de Saint-Rémy als Wappenkönig sowie den Ordensrittern Jacques de Lalaing und Jean II. de Croÿ, die zu diesem Zweck nach Sizilien reisten.
Zwei Jahre später begann sich die Beziehung zwischen Alfons und Guevara abzukühlen. Guevara hatte bei einem Feldzug, den er ab Oktober 1453 in Vertretung des erkrankten Königs leitete, dessen Befehle missachtet und zum Jahresende die Truppe verlassen, um nach Neapel zurückzukehren. Alfonso scheint sein Verhalten toleriert zu haben, jedoch scheint Guevara in den letzten vier Jahren der Regierung des Königs keine weiteren Auszeichnungen erhalten zu haben.
Der Regierungswechsel 1458 erhielt ihm seinen Besitz, reduzierte aber die Zahl seiner Ämter; seine Loyalität zu König Ferdinand I. hatte Bestand, als der neapolitanische Adel 1459 rebellierte. Auch im Juli 1460 in der Niederlage von Sarno stand er an dessen Seite, ebenso am 18. August 1462 in der Entscheidungsschlacht von Troia. Nach dieser Schlacht wurde er damit beauftragt, die Rebellen in den Abruzzen zu verfolgen, wobei er den Tod fand.

## Familie
Iñigo de Guevara war in erster Ehe mit Lucrezia Sanseverino verheiratet. Seine zweite Ehefrau war Covella Sanseverino, die Schwester des Herzogs von San Marco. Seine Kinder aus der zweiten Ehe sind:
- Pedro/Pietro de Guevara, Marchese del Vasto, Conte d’Ariano e Apici, Großtruchsess des Königreichs Neapel-Sizilien, ⚭ Andria 1471 Isotta Ginevra des Baux (del Balzo), 2. Principessa di Altamura († 1530), Tochter von Pierre/Pietro des Baux, 4. Duca d’Andria, 1. Principe di Altamura, Großkonnetabel des Königreichs Neapel-Sizilien, und Marie Donata Orsini Balzo
- Francisca de Guevara; ⚭ Francisco della Ratta, Conte di Caserta
- Antonio de Guevara, Conte di Potenza, Vizekönig von Neapel